# Типольт
Типольт — баронский род.
Род внесён в V часть родословных книг Витебской и Воронежской губерний.
Высочайше утвержденным (15 мая 1900), мнением Государственного Совета Аполлону-Николаю Севастьянову-Александрову Типольт, с нисходящим потомством, дозволено пользоваться баронским титулом, пожалованным предку его Францу фон-Типольт грамотой Римского Императора Иосифа (от 29 ноября 1707).

## Происхождение и история рода
Происходит из Люксембурга. Франц фон Типольт, резидент императора Иосифа I при польском дворе, возведён в баронское достоинство Римской империи. Сыновья его поселились в Польше, а один из них при Петре Великом состоял в русской военной службе. 

## Описание герба
В лазоревом щите серебряное выгнутое стропило. Над ним горизонтально серебряный изогнутый меч с золотой рукояткой, острием вправо. Над стропилом, и под ним по две золотые шестиконечные звезды.
Над щитом баронская корона и коронованный шлем. Нашлемник: правая рука в серебряных латах держит серебряный с золотой рукояткой изогнутый меч. Намёт: лазоревый с серебром. Щитодержатели: два венгра в средневековом одеянии и вооружении.

## Известные представители
- Карл Карлович Типольт — командовал лейб-гвардии конно-гренадерским полком (1850—1855).
- барон Николай Аполлонович Типольт (1864—1948) — генеалог, геральдист, помощник заведующего Собственными Его Императорского Величества библиотеками (1903—1905), генерал-майор флота «за отличие» (06.12.1916), в эмиграции жил и умер в Парагвае[2].